# Walexplosion
Von einer Walexplosion spricht man, wenn aus einem toten Wal im Kadaver gebildete Fäulnisgase explosionsartig austreten und dabei Blut und Innereien mitreißen, oder der Wal zur Beseitigung gesprengt wird.
Der Großteil der verendeten Wale sinkt auf den Meeresgrund, jedoch geschätzt bis zu 10 Prozent der Wale stranden an den Küsten. Obwohl Walkadaver dem Druck durch Faulgase in der Regel standhalten und nur explodieren können, wenn unsachgemäß nachgeholfen wird, gibt es mehrere dokumentierte Walexplosionen in der heutigen Zeit.
Die bekannteste ereignete sich 1970 in Florence (Oregon), als ein toter Pottwal durch die Oregon Highway Division gesprengt wurde, um dessen verwesenden Kadaver zu entsorgen. Das Ereignis wurde bekannt, nachdem der amerikanische Humorist Dave Barry darüber in seiner Zeitungskolumne berichtet hatte. Aufzeichnungen der Sprengung erschienen viele Jahre später im Internet und erreichten wegen der Unwahrscheinlichkeit und Absurdität der Aktion große Bekanntheit.
Der zweite bekannte Fall geschah 2004 in Tainan (Taiwan). Dort traten die aufgestauten Gase aus einem gestrandeten und sich zersetzenden Pottwal aus, während er zu einer Obduktion transportiert wurde.
Auf den Internet-Plattformen LiveLeak und YouTube gibt es weitere Videos von leichteren, gewissermaßen „kontrollierten“ Walexplosionen bzw. Walöffnungen – aus den Niederlanden (ca. 20. April 2013), von den Färöern, in deren seichte Gewässer sich im November 2013 ein Pottwal verirrt hatte, und aus Dänemark (Februar 2014); sie ereigneten sich ebenfalls, als die bereits verwesenden Walkadaver aufgeschnitten wurden (z. B. auf den Färöern zwei Tage nach dem Tod des Wals), möglicherweise um einer späteren, heftigeren Explosion vorzubeugen.

## Oregon

### Geschehen
Im November 1970 verendete ein 14 Meter langer und acht Tonnen schwerer Pottwal und strandete in der Nähe von Florence, Oregon. Zu dieser Zeit war die Oregon Highway Division für die Strände zuständig und hatte daher die Aufgabe, die Überreste zu entsorgen. Nach Rücksprache mit der United States Navy beschlossen sie, mit dem Wal wie mit einem Findling umzugehen und ihn am 12. November mit einer halben Tonne Dynamit zu sprengen. Diese Entscheidung wurde getroffen, weil das Vergraben als ineffektiv galt, da der Kadaver bald wieder freigespült worden wäre, während eine Explosion den Wal in kleine Stücke zerfetzen würde, um die sich dann aasfressende Tiere kümmern könnten. George Thornton, der verantwortliche Ingenieur, äußerte, dass eine Ladung wahrscheinlich nicht ausreichen würde und mehr Sprengstoff nötig sei. Thornton erklärte später weiter, dass man ihn auswählte, weil der eigentlich zuständige Bezirksingenieur, Dale Allen, auf der Jagd war.
Die Explosion wurde vom Reporter Paul Linnman aufgezeichnet. In seinem alliterativen Kommentar witzelte er, dass „land-lubber newsmen“ (dt.: Landratten-Journalisten) zu „land-blubber newsmen“ wurden, da „die Explosion Blubber bis jenseits aller glaubhaften Entfernungen versprengte“ („the blast blasted blubber beyond all believable bounds“). Die Explosion verteilte große Fettstücke in einem großen Radius um den Strand und führte dazu, dass ein Auto zerstört wurde und auch die Aas fressenden Vögel verjagt wurden. Sie hätten sowieso nicht viel mit den Überresten anfangen können, da die Stücke zu groß waren, als dass sie damit umgehen konnten. Die Explosion beseitigte auch nicht den ganzen Wal, so dass sich die Arbeiter der Oregon Highway Division weiter mit den übelriechenden Resten beschäftigen mussten.
Am Ende seines Nachrichtenberichtes bemerkte Paul Linnman, dass „man davon ausgehen kann, wenn wieder ein Wal in Lane County strandet, dass die Verantwortlichen sich nicht nur erinnern werden, was zu tun ist, sie werden sich auch garantiert erinnern, was nicht zu tun ist.“

### Urbane-Legende-Status
Viele Jahre glaubte man, dass die Geschichte des explodierenden Wals eine urbane Legende sei. Sie wurde aber erst richtig an die Öffentlichkeit gebracht, nachdem Dave Barry in seiner Kolumne im Miami Herald am 20. Mai 1990 darüber berichtete und erklärte, dass er Aufzeichnungen darüber besitze. Kurze Zeit später erschien eine Abwandlung des Artikels unter dem Titel The Farside Comes To Life in Oregon in Bulletin Boards, und die Oregon State Highway Division erhielt Anrufe von Pressevertretern. Die Aufzeichnungen, auf die man sich bezog, erschienen später als eine Video-Datei auf verschiedenen Webseiten und wurden zu einem sehr bekannten Internet-Phänomen. Diese Webseiten wurden von Tierschutzaktivisten kritisiert, die sich über den humorvollen Umgang mit der Tierquälerei beschwerten, auch wenn das betreffende Tier schon tot war. Ihre kritischen E-Mails wurden von den amüsierten Betreibern der Webseiten veröffentlicht.

## Taiwan
Eine weitere Walexplosion geschah am 26. Januar 2004 in Tainan, Taiwan. Ein Gasstau im Innern eines verrottenden, 17 Meter langen und 50 Tonnen schweren Pottwals brachte diesen zur Explosion. Der Walbulle war gestorben, nachdem er an der südwestlichen Küste Taiwans gestrandet war. Die Bergung mittels dreier Kräne dauerte 13 Stunden, und 50 Männer wurden gebraucht, um ihn auf die Pritsche eines LKW zu verladen. Während der Wal transportiert wurde, berichtete die Website der Taiwan News, hatten sich mehr als 600 Schaulustige und Einwohner, darunter auch einige Händler, die heiße Getränke und Snacks verkauften, versammelt, um die Arbeiter bei ihren Bemühungen, das tote Tier zu verladen, zu beobachten. Es wurde angeordnet, dass der Wal in die Sutsao Wild Life Reservation Area gebracht werden sollte, nachdem die Vornahme einer Autopsie an der National Cheng Kung University verweigert worden war. Der Wal war gerade in der Innenstadt Tainans, als er explodierte. Bei der Explosion spritzten Blut und Innereien des Wales über die umgebenden Zuschauer, Fahrzeuge und Schaufenster.

## Wissenschaftliche Untersuchung

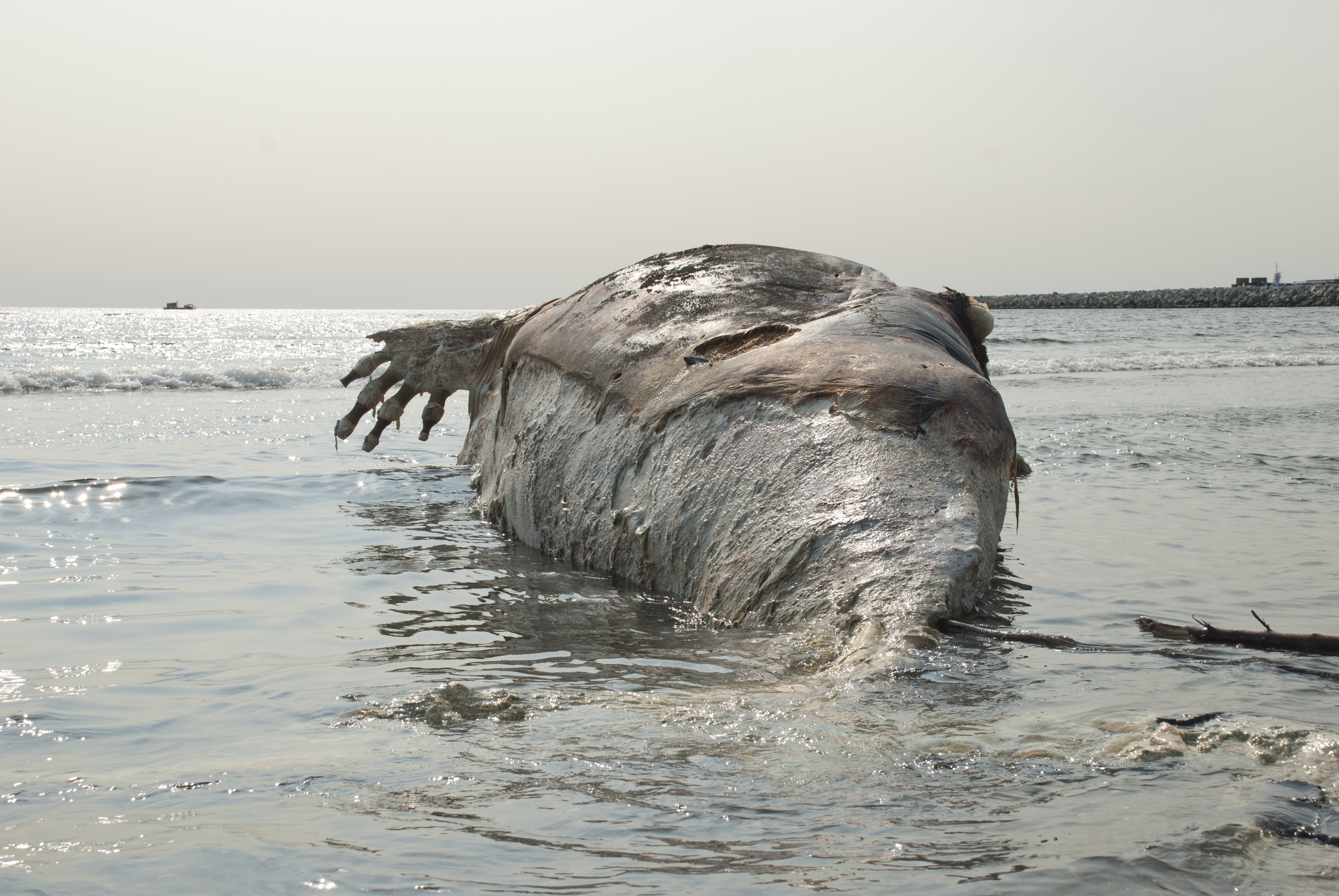
Nicht jeder tote Wal bläht sich auf, wie bei diesem toten Grönlandwal.

Viele fossile Knochen von Ichthyosauriern werden häufig wild verstreut aufgefunden. Ein Erklärungsansatz dafür ist die Bildung von Fäulnisgasen, die unter Wasser aufgrund des umgebenden Druckes zwar nicht zu einer Explosion, aber zu einer Implosion führen und so die verteilten Fragmente erklären könnten. Diese These wurde aber anhand von Versuchen mit im Meer versenkten Schweinekadavern widerlegt.
Gemäß dem Forscher Achim Reisdorf folgt aus den Messungen auch, dass der Gasdruck im Inneren eines Körpers zu gering sei, um eine Explosion auszulösen. Weiterhin trockne die Oberseite eines Walkörpers an der Sonne, während die Unterseite des Körpers von Wasser umspült werde, was zu Rissen in der Haut führe. Dadurch könnten Gase allmählich entweichen. Lediglich wenn der Walkörper starker Sonneneinstrahlung ausgesetzt sei, welche aufgrund der isolierenden Fettschicht zu Temperaturen von mehr als 60 °C im Inneren führen könne, und die aufgeblähte Bauchdecke aufgeschlitzt werde, sei ein eruptionsartiges Austreten von Blut und Innereien mit mehr als 60 km/h möglich, so geschehen 1990 bei Nymindegab und 2013 auf den Färöern.

## Walexplosionen in der Kunst und Kultur
Die Explosion von Walen ist ein Thema, das viele Autoren seiner Absurdität und Unwahrscheinlichkeit wegen behandelt haben. Die bekanntesten Walexplosionen sind:
- Australiens Kinderbuchautor Paul Jennings schrieb eine Sammlung namens Uncanny!: Even More Surprising Stories, die eine Geschichte über einen explodierenden Wal, der eine Uhr und ein wenig Ambra enthält.
- Im Roman Der Allesforscher ISBN 978-3-492-05408-9 von Heinrich Steinfest wird die Walexplosion von Taiwan verarbeitet.
- Benedict Wells erwähnt in seinem Roman Spinner ISBN 978-325-70671-70 eine Walexplosion.

### Zeitungsartikel
- Frank Thadeusz: Wumm? Pffft! In: Der Spiegel. Nr. 33, 2014, S. 119 (online – 11. August 2014).
- Andreas Frey: Da müssen schon Fachleute ran. Ein toter Wal explodiert nur, wenn er unsachgemäß behandelt wird. In: Frankfurter Allgemeine Sonntagszeitung, 2, 2016, S. 63 (17. Januar 2016).
- SABCnews.com, 20. September 2004 Beached whale towed, blown up at sea.
- MSNBC, 29. Januar 2004 Thar She Blows! Dead whale explodes.
- BBC News, 29. Januar 2004 Whale explodes in Taiwanese city.
- Taipei Times, 29. Januar 2004, Seite 3 Whale’s penis arouses envy.